# Eupsophus insularis
Eupsophus insularis là một loài ếch trong họ Leptodactylidae. Chúng là loài đặc hữu của Chile.
Các môi trường sống tự nhiên của chúng là các khu rừng ôn hòa and intermittent đầm nước ngọt. Loài này đang bị đe dọa do mất môi trường sống.